# Olfa
Olfa ist ein weiblicher Vorname.

## Herkunft
Olfa ist ein arabischer Vorname, der fast ausschließlich in Tunesien vorkommt.

## Bekannte Namensträgerinnen
- Olfa Guenni (* 1988), tunesische Tischtennisspielerin[1]
- Olfa Kanoun (* 1970), tunesische Professorin für Mess- und Sensortechnik an der TU Chemnitz
- Olfa Youssef (* 1964), tunesische Universitätsprofessorin und Autorin